# Cateter

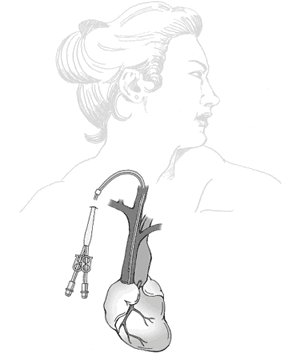
Cateter central

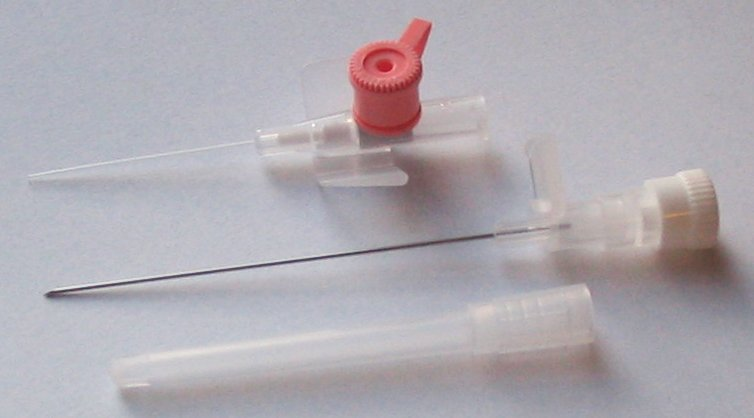
Cateteres

Em medicina,  cateter ou catéter é um tubo que pode ser inserido em um vaso sanguíneo ou canal, com objetivo diagnóstico ou terapêutico, possibilitando a drenagem ou injeção de fluidos ou ainda o acesso de instrumentos cirúrgicos.
Para a maioria dos usos, o cateter é um tubo fino, macio e flexível mas também pode ser de diâmetro maior e consistência dura. O cateter metálico é denominado agulha.
O processo de inserção de um cateter é denominado cateterização.

## Alguns tipos de cateteres
Em português utiliza-se preferencialmente o termo "sonda", quando o cateter é introduzido por um orifício ou canal corpóreo natural, por exemplo:

- Sonda nasogástrica
- Sonda vesical ou sonda de Foley
- Sonda retal